# Open 13 2013 - Qualificazioni singolare
Le qualificazioni del singolare  dell'Open 13 2013 sono state un torneo di tennis preliminare per accedere alla fase finale della manifestazione. I vincitori dell'ultimo turno sono entrati di diritto nel tabellone principale. In caso di ritiro di uno o più giocatori aventi diritto a questi sono subentrati i lucky loser, ossia i giocatori che hanno perso nell'ultimo turno ma che avevano una classifica più alta rispetto agli altri partecipanti che avevano comunque perso nel turno finale.

## Teste di serie
1. Édouard Roger-Vasselin (qualificato)
2. Serhij Stachovs'kyj (qualificato)
3. Josselin Ouanna (primo turno)
4. Dmitrij Tursunov (qualificato)

1. Maxime Authom (primo turno)
2. Michail Kukuškin (primo turno)
3. Adrian Mannarino (primo turno)
4. Jan Mertl (ultimo turno)

## Qualificati
1. Édouard Roger-Vasselin
2. Serhij Stachovs'kyj

1. Filip Krajinović
2. Dmitrij Tursunov

## Tabellone

### Legenda
| - Q = Qualificato - WC = Wild card - LL = Lucky loser | - ALT = Alternate - SE = Special Exempt - PR = Protected Ranking | - w/o = Walkover - r = Ritirato - d = Squalificato |

### Sezione 1
|  | Primo turno       | Primo turno            | Primo turno            | Primo turno | Primo turno |  |  | Secondo turno   | Secondo turno          | Secondo turno          | Secondo turno   | Secondo turno   |   |   | Ultimo turno | Ultimo turno           | Ultimo turno           | Ultimo turno | Ultimo turno |  |
|  |                   |                        |                        |             |             |  |  |                 |                        |                        |                 |                 |   |   |              |                        |                        |              |              |  |
|  | 1                 | Édouard Roger-Vasselin | Édouard Roger-Vasselin | 6           | 6           |  |  |                 |                        |                        |                 |                 |   |   |              |                        |                        |              |              |  |
|  |                   | Riccardo Ghedin        | Riccardo Ghedin        | 4           | 2           |  |  | 1               | Édouard Roger-Vasselin | Édouard Roger-Vasselin | 6               | 6               |   |   |              |                        |                        |              |              |  |
|  | Grégoire Burquier | Grégoire Burquier      | Grégoire Burquier      | 65          | 63          |  |  |                 | Guillermo Olaso        | Guillermo Olaso        | 2               | 4               |   |   |              |                        |                        |              |              |  |
|  | Guillermo Olaso   | Guillermo Olaso        | Guillermo Olaso        | 7           | 7           |  |  |                 |                        |                        |                 |                 |   |   | 1            | Édouard Roger-Vasselin | Édouard Roger-Vasselin | 6            | 6            |  |
|  | Jamie Baker       | Jamie Baker            | Jamie Baker            | 2           | 64          |  |  |                 |                        |                        | Maxime Teixeira | Maxime Teixeira | 2 | 3 |              |                        |                        |              |              |  |
|  | Wu Di             | Wu Di                  | Wu Di                  | 6           | 7           |  |  | Wu Di           | Wu Di                  | 64                     | 6               | 3               |   |   |              |                        |                        |              |              |  |
|  |                   | Maxime Teixeira        | Maxime Teixeira        | 7           | 6           |  |  | Maxime Teixeira | Maxime Teixeira        | 7                      | 2               | 6               |   |   |              |                        |                        |              |              |  |
|  | 5                 | Maxime Authom          | Maxime Authom          | 64          | 4           |  |  |                 |                        |                        |                 |                 |   |   |              |                        |                        |              |              |  |

### Sezione 2
|  | Primo turno       | Primo turno         | Primo turno         | Primo turno | Primo turno |  |  | Secondo turno | Secondo turno       | Secondo turno       | Secondo turno | Secondo turno |   |   | Ultimo turno | Ultimo turno        | Ultimo turno        | Ultimo turno | Ultimo turno |  |
|  |                   |                     |                     |             |             |  |  |               |                     |                     |               |               |   |   |              |                     |                     |              |              |  |
|  | 2                 | Serhij Stachovs'kyj | Serhij Stachovs'kyj | 6           | 6           |  |  |               |                     |                     |               |               |   |   |              |                     |                     |              |              |  |
|  | WC                | Maxime Chazal       | Maxime Chazal       | 2           | 1           |  |  | 2             | Serhij Stachovs'kyj | Serhij Stachovs'kyj | 6             | 6             |   |   |              |                     |                     |              |              |  |
|  | Jonathan Eysseric | Jonathan Eysseric   | Jonathan Eysseric   | 2           | 4           |  |  |               | Nils Langer         | Nils Langer         | 1             | 1             |   |   |              |                     |                     |              |              |  |
|  | Nils Langer       | Nils Langer         | Nils Langer         | 6           | 6           |  |  |               |                     |                     |               |               |   |   | 2            | Serhij Stachovs'kyj | Serhij Stachovs'kyj | 6            | 6            |  |
|  | Axel Michon       | Axel Michon         | Axel Michon         | 4           | 4           |  |  |               |                     | 8                   | Jan Mertl     | Jan Mertl     | 3 | 2 |              |                     |                     |              |              |  |
|  | Evgenij Korolëv   | Evgenij Korolëv     | Evgenij Korolëv     | 6           | 6           |  |  |               | Evgenij Korolëv     | 7                   | 2             | 4             |   |   |              |                     |                     |              |              |  |
|  |                   | Fabrice Martin      | 7                   | 65          | 3           |  |  | 8             | Jan Mertl           | 63                  | 6             | 6             |   |   |              |                     |                     |              |              |  |
|  | 8                 | Jan Mertl           | 5                   | 7           | 6           |  |  |               |                     |                     |               |               |   |   |              |                     |                     |              |              |  |

### Sezione 3
|  | Primo turno     | Primo turno          | Primo turno        | Primo turno | Primo turno |  |  | Secondo turno        | Secondo turno        | Secondo turno        | Secondo turno    | Secondo turno |   |   | Ultimo turno    | Ultimo turno    | Ultimo turno | Ultimo turno | Ultimo turno |  |
|  |                 |                      |                    |             |             |  |  |                      |                      |                      |                  |               |   |   |                 |                 |              |              |              |  |
|  | 3               | Josselin Ouanna      | 6                  | 5           | 63          |  |  |                      |                      |                      |                  |               |   |   |                 |                 |              |              |              |  |
|  |                 | Vincent Millot       | 4                  | 7           | 7           |  |  | Vincent Millot       | Vincent Millot       | Vincent Millot       | 4                | 3             |   |   |                 |                 |              |              |              |  |
|  | David Guez      | David Guez           | 6                  | 5           | 4           |  |  | Thomas Fabbiano      | Thomas Fabbiano      | Thomas Fabbiano      | 6                | 6             |   |   |                 |                 |              |              |              |  |
|  | Thomas Fabbiano | Thomas Fabbiano      | 3                  | 7           | 6           |  |  |                      |                      |                      |                  |               |   |   | Thomas Fabbiano | Thomas Fabbiano | 4            | 6            | 3            |  |
|  |                 | Filip Krajinović     | Filip Krajinović   | 6           | 6           |  |  |                      |                      | Filip Krajinović     | Filip Krajinović | 6             | 3 | 6 |                 |                 |              |              |              |  |
|  | WC              | Maxime Tchoutakian   | Maxime Tchoutakian | 3           | 0           |  |  | Filip Krajinović     | Filip Krajinović     | Filip Krajinović     | 6                | 6             |   |   |                 |                 |              |              |              |  |
|  |                 | Alessandro Giannessi | 2                  | 6           | 6           |  |  | Alessandro Giannessi | Alessandro Giannessi | Alessandro Giannessi | 4                | 0             |   |   |                 |                 |              |              |              |  |
|  | 6               | Michail Kukuškin     | 6                  | 3           | 3           |  |  |                      |                      |                      |                  |               |   |   |                 |                 |              |              |              |  |

### Sezione 4
|  | Primo turno      | Primo turno              | Primo turno              | Primo turno | Primo turno |  |  | Secondo turno  | Secondo turno            | Secondo turno            | Secondo turno | Secondo turno |   |   | Ultimo turno | Ultimo turno     | Ultimo turno     | Ultimo turno | Ultimo turno |  |
|  |                  |                          |                          |             |             |  |  |                |                          |                          |               |               |   |   |              |                  |                  |              |              |  |
|  | 4                | Dmitrij Tursunov         | 6                        | 5           | 6           |  |  |                |                          |                          |               |               |   |   |              |                  |                  |              |              |  |
|  | WC               | Mathias Bourgue          | 2                        | 7           | 3           |  |  | 4              | Dmitrij Tursunov         | Dmitrij Tursunov         | 6             | 7             |   |   |              |                  |                  |              |              |  |
|  |                  | Adrián Menéndez Maceiras | Adrián Menéndez Maceiras | 6           | 6           |  |  |                | Adrián Menéndez Maceiras | Adrián Menéndez Maceiras | 3             | 65            |   |   |              |                  |                  |              |              |  |
|  | WC               | Martin Vaisse            | Martin Vaisse            | 2           | 4           |  |  |                |                          |                          |               |               |   |   | 4            | Dmitrij Tursunov | Dmitrij Tursunov | 6            | 7            |  |
|  | Nicolas Renavand | Nicolas Renavand         | Nicolas Renavand         | 2           | 4           |  |  |                |                          |                          | Jan Hernych   | Jan Hernych   | 4 | 5 |              |                  |                  |              |              |  |
|  | Jan Hernych      | Jan Hernych              | Jan Hernych              | 6           | 6           |  |  | Jan Hernych    | Jan Hernych              | 7                        | 3             | 6             |   |   |              |                  |                  |              |              |  |
|  |                  | Ilija Bozoljac           | 2                        | 7           | 6           |  |  | Ilija Bozoljac | Ilija Bozoljac           | 65                       | 6             | 4             |   |   |              |                  |                  |              |              |  |
|  | 7                | Adrian Mannarino         | 6                        | 65          | 4           |  |  |                |                          |                          |               |               |   |   |              |                  |                  |              |              |  |